# Stanisław Szudrowicz
Stanisław Szudrowicz (né le 4 décembre 1947 à Poznań et mort le 12 avril 2019) est un athlète polonais spécialiste du saut en longueur et ayant participé à des relais 4 × 100 mètres ainsi qu'au 100 mètres au niveau national. 

## Biographie

### Palmarès
| Date | Compétition           | Lieu     | Résultat | Performance |
| ---- | --------------------- | -------- | -------- | ----------- |
| 1971 | Championnats d'Europe | Helsinki | 3e       | 7,87 m      |

| Date | Compétition             | Lieu         | Résultat | Épreuve               | Performance |
| ---- | ----------------------- | ------------ | -------- | --------------------- | ----------- |
| 1967 | Championnats de Pologne | Chorzów      | 2e       | Relais 4 × 100 mètres |             |
| 1968 | Championnats de Pologne | Zielona Góra | 2e       | Saut en longueur      |             |
| 1971 | Championnats de Pologne | Varsovie     | 2e       | 100 mètres            |             |
| 1971 | Championnats de Pologne | Varsovie     | 1er      | Saut en longueur      |             |
| 1973 | Championnats de Pologne | Varsovie     | 2e       | Saut en longueur      |             |
| 1973 | Championnats de Pologne | Varsovie     | 1er      | Saut en longueur      |             |

### Records
| Épreuve          | Performance | Lieu     | Date           |
| ---------------- | ----------- | -------- | -------------- |
| Saut en longueur | 8,03 m      | Szczecin | 2 octobre 1971 |